# Ķemeri
Ķemeri es un barrio de la ciudad de Jūrmala, Letonia.

## Superficie
Posee una superficie de 13,8 kilómetros cuadrados (1380 hectáreas).

## Población
Hasta 2008 presentaba una población de 1962 habitantes, con una densidad de población de 142,2  habitantes por kilómetro cuadrado.